# کروتندورف
کروتندورف (به آلمانی: Krottendorf) یک منطقهٔ مسکونی در اتریش است که در وایتس واقع شده‌است. کروتندورف ۱۲٫۴۴ کیلومتر مربع مساحت دارد ۴۳۵ متر بالاتر از سطح دریا واقع شده‌است.